# Djendel Saadi Mohamed
Djendel Saadi Mohamed (em árabe: جندل السعدي محمد) é uma comuna localizada na província de Skikda, Argélia. De acordo com o censo de 2008, a população total da cidade era de 8 655 habitantes.